# 乙基环丙烷
乙基环丙烷是一种有机化合物，化学式为C5H10。它可由环丙基乙酮和水合肼反应得到，或由乙烯基环丙烷在一种有机钴化合物的光催化下加氢制得。它可以被苯基三氯化钨-三氯化铝分解为1-丁烯和乙烯。